# Xarxa de malla sense fil

Diagrama que mostra una possible configuració per a una xarxa de malla sense fil per cable, connectada aigües amunt mitjançant un enllaç VSAT (feu clic per ampliar)

Una xarxa de malla sense fil (WMN) és una xarxa de comunicacions formada per nodes de ràdio organitzats en una topologia de malla. També pot ser una forma de xarxa ad hoc sense fil.
Una malla fa referència a una interconnexió rica entre dispositius o nodes. Les xarxes de malla sense fil sovint consisteixen en clients de malla, encaminadors de malla i passarel·les. La mobilitat dels nodes és menys freqüent. Si els nodes es mouen constantment o amb freqüència, la malla passa més temps actualitzant rutes que lliurant dades. En una xarxa de malla sense fil, la topologia acostuma a ser més estàtica, de manera que el càlcul de rutes pot convergir i el lliurament de dades a les seves destinacions es pot produir. Per tant, es tracta d'una forma centralitzada de baixa mobilitat de xarxa ad hoc sense fil. A més, com que de vegades es basa en nodes estàtics per actuar com a passarel·les, no és una xarxa ad hoc realment sense fils.
Els clients de malla solen ser ordinadors portàtils, telèfons mòbils i altres dispositius sense fil. Els encaminadors de malla reenvien el trànsit cap a i des de les passarel·les, que poden estar connectades o no a Internet. L'àrea de cobertura de tots els nodes de ràdio que funcionen com una única xarxa de vegades s'anomena núvol de malla. L'accés a aquest núvol de malla depèn dels nodes de ràdio que treballen junts per crear una xarxa de ràdio. Una xarxa de malla és fiable i ofereix redundància. Quan un node ja no pot funcionar, la resta de nodes encara es poden comunicar entre ells, directament o a través d'un o més nodes intermedis. Les xarxes de malla sense fil es poden autoformar i curar-se. Les xarxes de malla sense fil funcionen amb diferents tecnologies sense fil, com ara 802.11, 802.15, 802.16, tecnologies cel·lulars i no s'han de restringir a cap tecnologia o protocol.

## Història
Les xarxes de ràdio de malla sense fil es van desenvolupar originalment per a aplicacions militars, de manera que cada node podria servir dinàmicament com a encaminador per a tots els altres nodes. D'aquesta manera, fins i tot en cas de fallada d'alguns nodes, els nodes restants podrien continuar comunicant-se entre ells i, si cal, servir com a enllaços ascendents per als altres nodes.
Els primers nodes de xarxa de malla sense fil tenien una única ràdio semidúplex que, en qualsevol moment, podia transmetre o rebre, però no totes dues alhora. Això va anar acompanyat del desenvolupament de xarxes de malla compartides. Posteriorment, això va ser substituït per un maquinari de ràdio més complex que podia rebre paquets d'un node amunt i transmetre paquets a un node avall simultàniament (en una freqüència diferent o un canal CDMA diferent). Això va permetre el desenvolupament de xarxes de malla commutada. A mesura que la mida, el cost i els requisits de potència de les ràdios van disminuir encara més, els nodes es podrien equipar de manera rendible amb diverses ràdios. Això, al seu torn, va permetre que cada ràdio gestionés una funció diferent, per exemple, una ràdio per a l'accés del client i una altra per als serveis de backhaul.
El treball en aquest camp s'ha ajudat amb l'ús de mètodes de teoria de jocs per analitzar estratègies per a l'assignació de recursos i l'encaminament de paquets.

## Característiques

### Arquitectura
L'arquitectura de malla sense fil és un primer pas per oferir una mobilitat rendible i baixa en una àrea de cobertura específica. La infraestructura de malla sense fil és, en efecte, una xarxa d'encaminadors menys el cablejat entre nodes. Està construït amb dispositius de ràdio iguals que no s'han de connectar a un port cablejat com ho fan els punts d'accés WLAN (AP) tradicionals. La infraestructura de malla transporta dades a grans distàncies dividint la distància en una sèrie de salts curts. Els nodes intermedis no només augmenten el senyal, sinó que passen les dades de manera cooperativa del punt A al punt B prenent decisions de reenviament basades en el seu coneixement de la xarxa, és a dir, realitzen l'encaminament derivant primer la topologia de la xarxa.
Les xarxes de malla sense fil són una xarxa relativament "de topologia estable", tret de la fallada ocasional de nodes o l'addició de nous nodes. La ruta del trànsit, en ser agregada a partir d'un gran nombre d'usuaris finals, canvia amb poca freqüència. Pràcticament tot el trànsit d'una xarxa de malla d'infraestructura s'envia cap a o des d'una passarel·la, mentre que en xarxes ad hoc sense fil o xarxes de malla de client el trànsit flueix entre parells arbitraris de nodes.
Si la taxa de mobilitat entre nodes és alta, és a dir, es produeixen trencaments d'enllaç amb freqüència, les xarxes de malla sense fil comencen a trencar-se i tenen un rendiment de comunicació baix.